# 1874 Kacivelia
Az 1874 Kacivelia (ideiglenes jelöléssel A924 RC) a Naprendszer kisbolygóövében található aszteroida. S. Belyavskij fedezte fel 1924. szeptember 5-én.